# 可数生成空间
在数学中，若X 的拓扑由可数集决定，决定方式与收敛序列决定序列空间或Fréchet空间拓扑的方式相同，则称拓扑空间X 是可数生成的（countably generated）。
可数生成空间准确地说是具有可数胎紧性的空间，因此也可以形容为可数胎紧的。

## 定义
若无论何时对於X 中的每一可数子空间U 都有集合{\displaystyle V\cap U}是U 中的闭集，那么V 是X 中的闭集，则拓扑空间X 被称为可数生成的。同样地，X 是可数生成的当且仅当X 的任何子集A 的闭包等於A的所有可数子集的闭包的并。
可数生成空间的商同样是可数生成的。类似地，可数生成空间的不交并也是可数生成的。因此可数生成空间形成了拓扑空间范畴的余反射子范畴，是所有可数空间的余反射包（hull）。
可数生成空间的任何子空间都是可数生成的。

## 例子
每一序列空间（特别是每一可度量化空间）都是可数生成的。
是可数生成空间但不是序列空间的空间也存在，例如Arens-Fort空间的子空间。